# Francisco de Pol y Baralt
Francisco de Pol i Baralt (Arenys de Mar, 1854 - Gerona, 1914) fue obispo de Gerona entre 1906 y 1914.
Estudió en el seminario de Gerona y, en 1879 acabó la carrera de derecho (y de derecho canónico) en Barcelona. Fue canciller del Tribunal Eclesiástico y agente de Ruegos y vicario general, hasta 1899 en que murió el obispo de Barcelona natural de Arenys de Mar, Jaume Catalá, y fue elegido vicario capitular.
En 1886, siendo vicario general del obispado de Barcelona, bendijo el puente de madera de la Riera de Arenys, iniciativa de su hermano - alcalde de Arenys -, Bonaventura de Pol. En 1906, siendo canónigo de la sede de Barcelona, evitó que apuñalaran al cardenal Casañas, una acción valiente que publicaron muchos periódicos de la época.
A continuación, fue nombrado obispo de Gerona, pero la consagración episcopal tuvo lugar en Arenys de Mar. En aquella época pagó la construcción de la torre que remata el campanario de la parroquia de Santa María de Arenys, restauró varios edificios de Gerona, construyó templos y rectorías y fundó la primera sociedad de socorros mutuos para el clero. Hombre caritativo, preocupado por las misiones y por su diócesis, se puede decir que sus siete años de pontificado fueron pastoralmente fructíferos.
Murió de una bronquitis aguda en 1914. Sus cenizas están enterradas en la Catedral de Gerona.